# Senoma globulifera
Senoma globulifera är en svampart som först beskrevs av I.V. Issi & T.F. Pankova, och fick sitt nu gällande namn av A.V. Simakova, T.F. Pankova, Y.S. Tokarev & I.V. Issi 2005. Senoma globulifera ingår i släktet Senoma och familjen Nosematidae.   Inga underarter finns listade i Catalogue of Life.